# LaTeX
LaTeX（ラテフ、ラテックなど。詳細は後述）とは、レスリー・ランポートによって開発されたテキストベースの組版処理システムである。電子組版ソフトウェアTeXにマクロパッケージを組み込むことによって構築されており、単体のTeXに比べて、より手軽に組版を行うことができるようになっている。LaTeXと表記できない場合は「LaTeX」と表記する。
TeX の各派生エンジンに対しても LaTeX と同等なフォーマットが提供されていることがほとんどであり、多くの場合において LaTeX という名称はそれらも含めた総称として用いられている。
専門分野にもよるが、学術機関においては標準的な論文執筆ツールとして扱われている。

変換の様式。日本においてはdvipdfmではなくその拡張版のdvipdfmxを用いる場合が多い。

## 読み方
LaTeXの生みの親レスリー・ランポートは、LaTeXの発音について自著の中で、
| 「                                                         | LaTeXを使っていくうえでの難問の1つに、どう発音するかという問題がある。しかし、これについては、私は何もいわないことにする。名前というのは規則や命令によって決められるものではなく、使われているうちに自然に決まってくるものだからである。TeXはふつう“テック”と発音されているので、論理的に考えれば、LaTeXは“ラーテック”や“ラテック”、“レイテック”などが妥当といえる。しかし、言葉というものはつねに論理的であるとは限らないので、“レイテックス”と発音してもあながち間違いとはいえないだろう。 | 」 |
| —レスリー・ランポート（『文書処理システム LaTeX 2ε』より） | |    |

と述べている。日本語では「ラテフ」や「ラテック」などと呼ばれる。

## 成立の背景と開発者
LaTeX以前に、“TeX”という名の数式の処理に優れる組版ソフトウェアがあり、そのTeXを使ってもっと簡単に論文やレポートを作成したいという要望があった。LaTeXはその要望に応えて開発されたものであり、レスリー・ランポートがTeXの上にマクロパッケージを組み込むことで構築したものである。さらにLaTeXでは、TeXの煩雑な部分の修正も行っている（たとえば、累乗根や分数の設定方法など）。またTeXやそれを基にしたLaTeXは主に米国での表記法を基に作られたもので、日本の初等教育・中等教育での数式の書き方とは一部異なる。例を挙げれば、日本の初等教育・中等教育では等号附き不等号として、「≦」と「≧」が、近似記号として「≒」が、相似記号として「∽」が用いられる。一方でTeXやLaTeXの標準では、等号附き不等号として「{\displaystyle \leq }」（\leqまたは\le）と「{\displaystyle \geq }」（\geqまたは\ge）が、近似記号として「{\displaystyle \approx }」(\approx) や「{\displaystyle \sim }」(\sim)が、相似記号として「{\displaystyle \sim }」(\sim) が用いられる。日本で使われる記号を使う必要がある場合は、amssymbパッケージを用いることで「{\displaystyle \leqq }」(\leqq)、「{\displaystyle \geqq }」(\geqq)、「{\displaystyle \fallingdotseq }」(\fallingdotseq) が使用できる。

## 動作環境と各種バージョン
LaTeXソフトウェアは、LaTeX Project Public License (LPPL)に規定されたライセンスで提供された自由ソフトウェアである。現在、macOSやSolarisなどのUNIX、Linux OSやBSD系OSやOpenSolarisなどのUNIX 互換OS、そしてMicrosoft Windowsなど、多くのオペレーティングシステム上で利用できる。
現在のバージョンは1993年にリリースされた LaTeX2ε（ラテック・トゥー・イー）である。組版処理による表記ができないプレーンテキストや電子メールなどの場合には“LaTeX2e”と表記する。
現在、ドナルド・クヌースによるオリジナルの TeX 処理系が使われることはほとんどなく、pTeX や LuaTeX のような派生処理系が多く用いられるが、ほとんどの派生処理系には、それぞれ対応して pLaTeX や LuaLaTeX のように LaTeX と同等のフォーマットが提供されており、LaTeX という名称は大抵それらの総称として用いられる。

## 特徴
LaTeX には以下のような特徴がある。画面操作（GUIベース）による一般的なワープロソフトとの違いは多い。
- ファイル作成時に記述するファイル形式と閲覧ファイル形式が異なる。
  - ソースコードを作成してコンパイル[注 5]を行うことで、初めてDVI[注 6]やPDF[注 7]のような閲覧用のファイルを得ることができる。
  - 一度コンパイルを行わないとどういった出力が得られるかがわかりにくい。
  - ソースコードをインクルード[注 8]することで、過去の文章を簡単に再利用できる。また、大規模な文書の場合に作業を分割して並行作業することが容易である。
  - 一般的なプログラミング言語におけるライブラリに当たる、スタイルファイルを用いることで文書の表現力を拡張しやすい。
  - PerlやLuaなどのプログラミング言語と連携させることがワープロソフトで作成されたファイルと比べて容易である。
- 組版性能が高い。DTPシステムとして使用される場合もある。
  - 一般向けの出版物の作成にも充分に耐えられるものであり、実際の出版例もある[6]。
  - 数式の入力のためのコマンドが豊富に組み込まれており行いやすい。更に数式組版の性能は特に高い。
- コマンドライン(CUI)の操作やソースコード作成に関する知識が必要となる点で、コンピュータ初心者にとって難易度が高いと感じることが多い。
- ページ数が多い場合、画面操作（GUIベース）による文書作成に対して、ソースコードに基づく自動的組版は、非常に効率的である。ソースコード方式では、文書のページ数が幾ら膨大であっても、事前に文書スタイルさえ定義されていれば、CUI上のコマンド入力で一括して全てを組版することが可能である。従って、この利点を知っている研究者・技術者からの受けは良い。
- 図やイラストなどはtgif（英語版）を使って作成し、Encapsulated PostScript形式で保存することで、dvi2psコマンド実行時に単一のPostScript形式ファイルに変換することが出来る。

数式組版性能が非常に高いという特徴から、自然科学・応用科学系の中でも数学を多用する分野では学会提出の資料の標準形式として広く用いられている。雑誌に掲載するための体裁を整えたテンプレートの配布を行っている学会もある。ただし、自然科学・応用科学系でも化学式を多用する分野では、Office Open XML形式(.docx)などが使われる場合がある。ただし、LaTeXにはXϒMTeX や mhchem のように化学式の入力を支援するパッケージも存在する。

## 入力と出力の具体例
以下はLaTeX用の入力の例。
```
\documentclass
[12pt]
{
article
}

\title
{
\LaTeX
}

\date
{}

\begin
{
document
}

\maketitle
 
\LaTeX
{}
 is a document preparation system for the 
\TeX
{}
 
typesetting program. It offers programmable desktop publishing 
features and extensive facilities for automating most aspects of 
typesetting and desktop publishing, including numbering and 
cross-referencing, tables and figures, page layout, bibliographies, 
and much more. 
\LaTeX
{}
 was originally written in 1984 by Leslie 
Lamport and has become the dominant method for using 
\TeX
; few 
people write in plain 
\TeX
{}
 anymore. The current version is 

\LaTeXe
.

\newline

% This is a comment, it is not shown in the final output.

% The following shows a little of the typesetting power of LaTeX

\begin
{
eqnarray
}

E 
&
=
&
 mc
^
2                              
\\

m 
&
=
&
 
\frac
{
m
_
0
}{
\sqrt
{
1-
\frac
{
v
^
2
}{
c
^
2
}}}

\end
{
eqnarray
}

\end
{
document
}

```

上記のソースコードをLaTeXで処理することで、以下のような出力が得られる。

## 拡張機能
LaTeXには多くのマクロパッケージが存在する。一例を挙げる。
- BibTeX - 参考文献リストの作成に用いる。
- SLiTeX - プレゼンテーション用スライドの作成に用いる[8]。
- AmS-LaTeX - 数学的な文書の記述に用いる[9][10]。
- XϒMTeX - 化学構造式の描画に用いる[11][12]。